# 赵展山
赵展山（1914年—1990年），又名赵虎旺，男，汉族，陕西府谷人，中华人民共和国政治人物，曾任内蒙古自治区政协副主席。